# Colle del Rascito
Colle del Rascito este o arie protejată (arie specială de conservare — SAC, sit de importanță comunitară — SCI) din Italia întinsă pe o suprafață de 1.037 ha, integral pe uscat.

## Localizare
Centrul sitului Colle del Rascito este situat la coordonatele 42°02′45″N 13°41′34″E / 42.045833°N 13.692778°E.

## Înființare
Situl Colle del Rascito a fost declarat sit de importanță comunitară în august 1995 pentru a proteja 8 specii de animale. Situl a fost protejat și ca arie specială de conservare în decembrie 2018.

## Biodiversitate
Situată în ecoregiunea mediteraneană, aria protejată conține 3 habitate naturale: Pajiști uscate seminaturale și facies de acoperire cu tufișuri pe substraturi calcaroase (Festuco-Brometalia) (* situri importante pentru orhidee), Formațiuni de Juniperus communis pe lande sau pajiști calcaroase, Pseudostepă cu ierburi și specii anuale de Thero-Brachypodietea.
La baza desemnării sitului se află mai multe specii protejate:
- păsări (3): presură de grădină (Emberiza hortulana), sfrâncioc roșiatic (Lanius collurio), ciocârlie de pădure (Lullula arborea)
- amfibieni (2): Bombina pachypus, Salamandrina terdigitata
- nevertebrate (2): fluturele de noapte (Eriogaster catax), fluturele auriu (Euphydryas aurinia)
- reptile (1): șarpele cu patru dungi (Elaphe quatuorlineata)

Pe lângă speciile protejate, pe teritoriul sitului au mai fost identificate 7 specii de plante, 3 specii de nevertebrate, 1 specie de reptile.